# Badger (Shropshire)
Badger – wieś w Anglii, w hrabstwie Shropshire. Leży 31 km na południowy wschód od miasta Shrewsbury i 194 km na północny zachód od Londynu.